# ایریسوس
ایریسوس (به لاتین: Ierissos) یک منطقهٔ مسکونی در یونان است که در Aristotelis Municipality واقع شده‌است.